# Веселовский (платформа)
Весело́вский (бел. Весялоўскi) — остановочный пункт электропоездов в Пуховичском районе (Минская область, Беларусь).
Расположен в 81 километре от Минска (станции Минск-Пассажирский) между остановочным пунктом Майский и станцией Талька (юго-восточное направление железнодорожной линии).
Примерное время в пути со всеми остановками от ст. Минск-Пассажирский — 1 ч. 35 мин.; от ст. Пуховичи — 18 мин.
Ближайшие населённые пункты — деревни Насыцк и Колеюги — расположены на расстоянии до 1 км от остановочного пункта по разные стороны платформы. Вблизи остановочного пункта также расположено множество садоводческих товариществ. Деревня Веселово находится почти в 5 км южнее остановочного пункта.